# Lena Neumann
Magdalena „Lena“ Neumann (* 22. Juli 1903 in Berlin; † 24. Februar 1971 ebenda) war eine deutsche Filmeditorin.

## Leben und Wirken
Die Tochter des Eisenbahners Josef Neumann und seiner Frau Valeska geb. Pietzka arbeitete zunächst als Filmkleberin. In den 1930er Jahren begann sie ihre Tätigkeit als Schnittmeisterin und war u. a. bei der Terra Film, der Tobis und der Bavaria Filmkunst beschäftigt.
Nach 1945 setzte die Berlinerin ihre Karriere bei der DEFA fort. Insgesamt war sie – ebenso wie ihre Schwester Elisabeth Neumann – bei über 50 Produktionen für den Filmschnitt verantwortlich.
Lena Neumann starb im Alter von 67 Jahren in Berlin-Friedrichshain.

## Filmografie (Auswahl)
- 1934: Wilhelm Tell
- 1934: Der Springer von Pontresina
- 1934: Zwischen zwei Herzen
- 1934: Schwarzer Jäger Johanna
- 1934: Die Reiter von Deutsch-Ostafrika
- 1935: Ein idealer Gatte
- 1935: Die Werft zum grauen Hecht
- 1936: Fährmann Maria
- 1936: Skandal um die Fledermaus
- 1937: Alarm in Peking
- 1937: Ball im Metropol
- 1938: Heiratsschwindler
- 1938: Sergeant Berry
- 1938: Ich liebe Dich
- 1939: Wasser für Canitoga
- 1940: Casanova heiratet
- 1941: Immer nur Du
- 1941: Kopf hoch, Johannes!
- 1942: Geliebte Welt
- 1942: Die Sache mit Styx
- 1943: Man rede mir nicht von Liebe
- 1943: Paracelsus
- 1944: Bravo, kleiner Thomas
- 1944: Frühlingsmelodie
- 1946: Irgendwo in Berlin
- 1947: Wozzeck
- 1948: Und wieder 48
- 1950: Semmelweis – Retter der Mütter
- 1950: Der Auftrag Höglers
- 1950: Das kalte Herz
- 1952: Frauenschicksale
- 1952: Roman einer jungen Ehe
- 1954: Ernst Thälmann – Sohn seiner Klasse
- 1955: Ernst Thälmann – Führer seiner Klasse
- 1955: Ein Polterabend
- 1956: Der Hauptmann von Köln
- 1957: Lissy
- 1957: Von allen geliebt
- 1958: Das Lied der Matrosen
- 1960: Der schweigende Stern
- 1961: Septemberliebe
- 1961: Gewissen in Aufruhr (Fernsehfilm, 5 Teile)
- 1962: Ach, du fröhliche …
- 1963: Verliebt und vorbestraft
- 1963/1974: Christine